# Shellalū
Shellalū (persiska: شلّلو) är en ort i Iran.   Den ligger i provinsen Östazarbaijan, i den nordvästra delen av landet, 500 km nordväst om huvudstaden Teheran. Shellalū ligger 1 287 meter över havet och antalet invånare är 200.
Terrängen runt Shellalū är platt åt nordväst, men åt sydost är den kuperad. Runt Shellalū är det tätbefolkat, med 459 invånare per kvadratkilometer. Närmaste större samhälle är Āz̄arshahr, 19,5 km söder om Shellalū. Trakten runt Shellalū består i huvudsak av gräsmarker.